# Sindromul Raynaud
Sindromul Raynaud este o afecțiune a vaselor sangvine care produce contractarea bruscă a micilor artere care alimentează degetele de la mâini și de la picioare, de obicei în urma expunerii la frig. Nasul și urechile pot fi afectate și ele. Rezultă o încetinire a circulației sângelui, care produce o succesiune de schimbări în culoarea pielii, însoțite, eventual, de durere, amorțeală și furnicături.
Simptomele sindromului Raynaud apar când mușchii care înconjoară minusculele vase de sânge din degete se contractă, reducând alimentarea cu sânge a acelor zone. Un mediu rece, munca cu anumite scule electrice vibratoare sau unele medicamente (ca beta-blocantele) pot provoca un acces. Pielea devine albă din lipsa sângelui, apoi vânătă când fluxul sangvin începe să revină; pielea se înroșește și poate fi dureroasă. Sindromul Raynaud apare uneori împreună cu artrita reumatoidă sau boala arterială.

## Metode preventive
Fumatul contractă arterele, așa că renunțați la el sau reduceți țigările. Țineți-vă mâinile și picioarele calde, purtând mănuși sau șosete. Purtați mai multe straturi de îmbrăcăminte. Materiale ca lâna, mătasea și polipropilena ajută la conservarea căldurii.